# Inyan Kara
Pour les articles homonymes, voir Inyan et Kara.
Inya Kara est une montagne située aux États-Unis dans le comté de Crook. Elle fait partie des Black Hills. Elle est considérée comme sacrée par le peuple lakota, en particulier par les mères en couches. Le point culminant s'élève à 1 941 m. George Armstrong Custer atteint le sommet le 23 juillet 1874 lors de son expédition. En 1973, le sommet a été placé sur le registre national des lieux historiques.